# Incidente del SOS
El incidente del SOS tuvo lugar el 24 de julio de 1989 en la isla de Hokkaidō, en Japón. Dos montañeros perdidos en las inmediaciones del monte Asahi, en el Parque nacional Daisetsuzan, fueron localizados y rescatados después de que los equipos de búsqueda divisaran desde el helicóptero un gran mensaje de SOS construido con troncos de abedul caídos. No obstante, los montañeros afirmaron que no fueron ellos quienes habían creado la señal SOS, que más tarde se determinó que había sido construido al menos desde 1987.
Al día siguiente, tras volver a buscar en la zona a más personas desaparecidas, la policía halló restos óseos en las inmediaciones (en un principio se determinó que pertenecían a una mujer), además de objetos personales de un presunto excursionista varón, encontrados ocultos en la raíz de un árbol, no muy lejos de la señal. Entre los objetos había un documento de identificación perteneciente a Kenji Iwamura, un hombre desaparecido en 1984, 2 cámaras, un cuaderno y una grabadora con cintas de audio en las que aparecía gritando ayuda. Aún a día de hoy no se sabe quién construyó el mensaje SOS.

## Hechos
En la tarde del 24 de julio de 1989, en el camino que va del monte Kurodake al monte Asahi, dos hombres de Tokio se perdieron mientras practicaban montañismo dentro del Parque nacional Daisetsuzan, al desviarse de la ruta de escalada hacia el sur, dirección al río Chubetsugawa. Los servicios de rescate de Hokkaido buscaron a la pareja en helicóptero y acabaron encontrando una gigantesca señal de SOS, hecha con más de una veintena de troncos y ramas de abedules apiladas entre sí para formar las tres letras del mensaje de socorro, de no más de 5 metros de largo cada una de ellas. Los dos desaparecidos fueron rescatados rápidamente a 2-3 kilómetros al norte de la señal.
La policía de Hokkaido creyó que las letras de SOS fueron apiladas por las dos personas que habían rescatado. Sin embargo, cuando la policía informó a los dos alpinistas sobre la situación tras el rescate, estas no sabían nada de la señal de SOS. Las autoridades volvieron a enviar un helicóptero al día siguiente para registrar los alrededores y rescatar otros posibles montañistas desaparecidos. En las inmediaciones del lugar hallaron restos humanos y en una zona separadas varios objetos ocultos en un agujero entre las raíces de un árbol, lo suficientemente grande como para que cupiera un ser humano. En su interior había cuatro cintas de casete, una grabadora, una mochila, algunos amuletos, un cráneo humano, un trípode, un par de zapatillas de baloncesto masculinas, dos cámaras, un cuaderno y el permiso de conducir de Kenji Iwamura, un oficinista de 25 años de Kōnan, prefectura de Aichi, que había desaparecido el 10 de julio de 1984 tras salir de excursión hacia Asahidake. Cuando Iwamura no se presentó a trabajar una semana después, sus padres pidieron a la policía que lo buscara, pero no encontraron rastro alguno. A día de hoy, Iwamura lleva más de 40 años desaparecido y las autoridades creen que ha fallecido.
Los huesos humanos se enviaron a la Universidad Médica de Asahikawa y se identificaron inicialmente como los de una mujer de entre 20 y 40 años. El 27 de julio, la policía decidió reproducir las grabaciones de las cintas de casete. En una de las grabaciones se oye la voz de un hombre joven que grita durante 2 minutos y 17 segundos. La traducción del hombre que grita en la grabación es la siguiente:

SOS, ayuda, no me puedo mover del acantilado, SOS, ayuda.
El lugar es donde vi por primera vez el helicóptero. La sasa [un tipo de planta de bambú] es profunda y no se puede subir. Sáquenme de aquí.

El resto de las cintas incluían música de las series de televisión de anime Chōjikū Yōsai Makurosu y Mahō no Purinsesu Minkī Momo. En cuanto a la señal de SOS, la Agencia Forestal de Japón y la Autoridad Geográfica de Japón revisaron los datos de mapas topográficos anteriores utilizados para encontrar fotografías aéreas, en las que se confirmó que el mensaje de SOS aparecía en imágenes tomadas el 20 de septiembre de 1987.
Un conocido de Iwamura corroboró su identidad a partir de la grabación de los temas musicales de la cinta de casete y al comprobar que se trataba de la misma talla de zapatos. Por otra parte, dado que el esqueleto humano fue identificado inicialmente como una mujer, los investigadores pensaron que eran dos hombres y una mujer los que habían desaparecido en el parque. Sin embargo, no se tenía constancia de la desaparición de una mujer en Asahi y se decía que Iwamura se había adentrado solo en la montaña. Se desconocía la identidad de la mujer y su posible relación con Iwamura, lo que causó confusión en la investigación y en la cobertura mediática.
La comisaría de policía de Asahikawa anunció el 28 de febrero de 1990 que, tras un nuevo examen de todos los huesos humanos encontrados, ahora creían que el esqueleto era en realidad masculino y no femenino.